# プルトニウム240
プルトニウム240(Plutonium-240)は、プルトニウムの同位体の1つであり、プルトニウム239が中性子を捕獲して生成する。中性子捕獲したプルトニウム239の62%から73%は核分裂を起こし、残りがプルトニウム240に変化する。核燃料の元素が原子炉に長く留まっているほど、燃料中のプルトニウム240の相対割合は大きくなる。核兵器用としては、燃料中のプルトニウム240の割合はできるだけ小さく、通常は全プルトニウムの7%以下に抑える必要がある。これは、プルトニウム240は自発的に臨界することがあり、不完全核爆発を起こす恐れがあるからである。しかし、90日間程度使用した核燃料を再処理することでこの濃度にすることができる。このような早い燃料サイクルは、民生用の原子力発電のための原子炉では用いられず、兵器製造用の原子炉でのみ用いられる。民生用の原子炉では、燃料は70%のプルトニウム239、20%のプルトニウム240と残りはその他の同位体からなり、核兵器製造は技術的には不可能ではないが、非常に困難である。
プルトニウム240は、プルトニウム239と比べて中性子吸収断面積はわずか3分の1であり、核分裂するよりもプルトニウム241になることが多い。一般的には、奇数の原子量を持つ同位体は中性子を吸収しやすく、また中性子吸収により核分裂しやすい。そのため、偶数の原子量を持つ同位体は、特に熱中性子炉の中では蓄積しやすい。